# Гомеш, Тоте
Тоте Анониу Гомеш (порт. Tote António Gomes; род. 16 января 1999, Бисау) — португальский футболист, защитник клуба «Вулверхэмптон Уондерерс» и сборной Португалии.

## Клубная карьера
Гомеш — воспитанник клубов «Фонтейнаш», «Драматико Кашиаш» и «Эшторил-Прая». 5 мая 2019 года в поединке против «Академику де Визеу» он дебютировал в Сегунда лиге в составе последних. Летом 2020 года Гомеш перешёл в английский «Вулверхэмптон Уондерерс», но для получения игровой практики сразу же был отдан в аренду в швейцарский «Грассхоппер». 18 сентября в матче против «Винтертура» он дебютировал в швейцарской Челлендж-лиге. 20 октября в поединке против «Кринса» Тоте забил свой первый гол за «Грассхоппер». По итогам сезона клуб вышел в элиту. 25 июля 2021 года в матче против «Базеля» он дебютировал в швейцарской Суперлиге. По окончании аренды Гомеш вернулся в «Вулверхэмптон Уондерерс». 15 января 2022 года в матче против «Саутгемптона» он дебютировал в английской Премьер-лиге.